# 齊寶華
齊寶華（英語：Tsai Po-wah，1966年4月12日—），生於河北，香港女子乒乓球選手。中國國家乒乓球隊隊員齊寶香之妹。齊寶華早年就讀河北省保定市保定鐵路職工子弟第一小學和保定市永華北路小學。她自小學二年級起已在河北保定市業餘體校受訓。後來在升中之際決定加入河北省石家莊市體工隊，即現時的河北體育學院繼續受訓而不入讀一般中學。其後於1987年移居香港。齊寶華與陳丹蕾在香港乒乓球代表隊合作多年，被譽為「乒乓孖寶」。1990年北京亞運會，齊寶華、陳丹蕾、陳淑媛獲得女團銅牌。1994年廣島亞運會，獲得女單銅牌，並且與陳丹蕾、陳淑媛、鄭濤在女團乒乓球賽中獲得銀牌。1999年世界乒乓球錦標賽後，退役重返校園。